# Carles Sumarroca i Claverol
Carles Sumarroca i Claverol  és un empresari català, vicepresident de Comsa-Emte i fill de Carles Sumarroca i Coixet. Des del 18 de gener de 2011 és vicepresident segon del patronat de la Fundació Enciclopèdia Catalana. El 2010 va formar part d'una candidatura per presidir Foment del Treball, que guanyaria Joan Rosell. És assessor d'Endesa a Catalunya. El 22 d'octubre de 2014 el jutge de l'Audiència Nacional Pablo Ruz el cità com a imputat, juntament amb el seu pare i nou persones més que haurien col·laborat presumptament amb Jordi Pujol i Ferrusola.

## Trajectòria empresarial
Carles Sumarroca i Claverol és enginyer de Telecomunicacions per la Universitat Politècnica de Catalunya (UPC) i MBA per l'IESE Business School.
Va començar la seva trajectòria professional a EMTE, una empresa d'enginyeria aplicada, on va ocupar diversos càrrecs fins a esdevenir conseller delegat. El 2009, va impulsar la fusió d'EMTE amb COMSA, una altra empresa familiar, per constituir COMSA EMTE, una companyia del sector de la construcció d'infraestructures a Catalunya. La companyia també va expandir la seva activitat a Amèrica i diversos països europeus. Actualment, la família Sumarroca manté una participació aproximada del 30% a Grupo COMSA.
Des de 2013, ocupa el càrrec de president del Grup AGROMILLORA, una empresa de producció viverística d'espècies llenyoses utilitzant tecnologies innovadores, com l'olivera, els ametllers i altres varietats de fruits vermells, reconeguda als premis WOOE.
A més, Sumarroca és conseller en diverses empreses vinculades al sector de la producció de vi i oli d'oliva, tant a Espanya com a l'estranger, com Bodegues Sumarroca, Moli la Boella i California Olive Ranch, entre d'altres. També ha format part de la Junta d'Accionistes de Chanel. Així mateix, ha estat vinculat al desenvolupament industrial de La Farga, una empresa catalana especialitzada en la transformació de coure.

### Altres activitats professionals
Paral·lelament a la seva activitat empresarial, Carles Sumarroca ostenta diverses responsabilitats en l'àmbit social i institucional.
És vicepresident de la Fundació Enciclopèdia Catalana, entitat dedicada a la promoció del coneixement i la cultura en llengua catalana. També forma part del Cercle del Liceu, institució històrica vinculada a la vida cultural i artística de Barcelona.
Sumarroca és membre del patronat de la Fundació Centre d’Innovació i Tecnologia de la Universitat Politècnica de Catalunya (CIT UPC), que fomenta la transferència tecnològica i la col·laboració entre el món acadèmic i l’empresa.